# Barylypa subtilis
Barylypa subtilis är en stekelart som beskrevs av Dasch 1984. Barylypa subtilis ingår i släktet Barylypa och familjen brokparasitsteklar. Inga underarter finns listade.